# MC Shan
MC Shan, pseudonimo di Shawn Moltke (New York, 6 settembre 1965), è un rapper statunitense.
Ha pubblicato tre album da solista tra il 1987 e il 1990 - tutti classificati nella top 50 i Black Albums di Billboard - ed è considerato tra i pionieri dell'hip hop. Il suo terzo sforzo, Play It Again, Shan, prodotto più maturo e con un nuovo produttore, si è rivelato l'ultimo della sua carriera.

## Biografia
Nato e cresciuto a New York, nel quartiere Queensbridge della contea del Queens a Long Island, Shan è cugino del famoso Old School beatmaker e produttore hip hop Marley Marl. Grazie soprattutto a questa sua relazione familiare con Marl, Shan riesce ad ottenere un contratto con la Cold Chillin Records nel 1983 ed entra nella Juice Crew All-Stars. Dopo la pubblicazione di alcuni singoli, MC Shan debutta con l'album Down By Law che esce nel 1987.
Shan si trova a ricoprire un ruolo chiave nella nascita della rivalità tra la Juice Crew e il rapper KRS-One, rivalità che in seguito sarà ricordata con il nome di The Bridge Wars: Shan e Marl infatti, dopo che KRS One (in precedenza rifiutato dal DJ Mr. Magic e dallo stesso Marl) aveva attaccato e deriso la loro formazione, pubblicano il brano intitolato The Bridge che darà il via alla faida. KRS sentendosi offeso dalla canzone, che tra l'altro viene accolta come una rivendicazione del fatto che l'hip hop sia nato nel Queensbridge, risponde con il suo gruppo, i Boogie Down Productions, attaccandola nel pezzo South Bronx.
Questo scontro si protrae con Shan che replica con il brano Kill That Noise e i Boogie Down Productions che gli controreplicano con The Bridge Is Over. La disputa finale si consuma live durante una battaglia tra MC in cui KRS si scontra con Shan. Questa è generalmente ritenuta la prima MC battle nella storia hip-hop dove i rapper si attaccano uno contro l'altro, invece di sfidarsi a chi riesce ad esaltare maggiormente il pubblico, come era sempre successo fino a quel momento. Dalla sfida i più considerano che KRS (fedele anche al suo soprannome di The Blastmaster, letteralmente Il Padrone del baccano, dell'esplosione) ne esca come netto vincitore; addirittura alcune fonti ritengono che per Shan, annichilito dal rivale, questa sconfitta abbia segnato la fine della sua carriera di rapper. In ogni caso, anni dopo, in un rifacimento del pezzo intitolato Da Bridge 2001, MC Shan si chiama fuori dalla disputa dicendo:
We left our mark

The jam is dedicated to you and your boys

I brought my Queensbridge thugs to kill that noise»
A conferma di questa riappacificazione va ricordato che, nel 2007, KRS-One produce un album insieme a Marley Marl: Hip Hop Lives.
Il secondo album di Shan Born to Be Wild viene pubblicato nel 1988, con le produzioni affidate al cugino. L'album del 1990 Play It Again, Shan mostra invece un rapper più maturo, sebbene sia l'album finale della carriera. A dispetto del suo maggiore interesse per le produzioni musicali (come per 12 Inches of Snow di Snow) registra poi la già menzionata "Da Bridge 2001" per la compilation di Nas del 2000 intitolata Nas and Ill Will Records Presents QB's Finest che contiene anche collaborazioni di Mobb Deep, Cormega e Nature.
Ad oggi, la sua carriera cinematografica si limita ad una presenza nel film di Steve Martin Pazzi a Beverly Hills (L.A. Story) dove interpreta un cameriere-rapper.

## Discografia
Album in studio
- 1987 - Down by Law (Cold Chillin')
- 1988 - Born to Be Wild (Cold Chillin')
- 1990 - Play It Again, Shan (Cold Chillin')
- 2017 - Bars over Bullshit